# Szentantalfa
Szentantalfa är ett samhälle i provinsen Veszprém i Ungern. Szentantalfa ligger i distriktet Balatonfüred och har en area på 6,61 km². År 2020 hade Szentantalfa totalt 494 invånare.